# R-Force

R-Force était un intermède d'environ 4 minutes diffusé à VRAK.TV après la plupart des émissions, mais est très vite devenue une émission de 30 minutes.

## L'émission
R-Force a pris en quelque sorte la relève de la série Réal-IT à VRAK.TV. Une équipe dynamique aident des jeunes qui ont des problèmes de toutes sortes en faisant le tour du Québec avec leur limousine orangée. À partir du 28 août 2006, R-force a eu droit à sa propre émission de 30 minutes. La 3e et dernière saison s'est terminée au printemps 2008. Des rediffusions ont été présentées jusqu'en 2009.

## Les animateurs
- Marianne Moisan
- Antoine Mongrain
- Magalie Lépine-Blondeau
- Auparavant Jean-François Harrisson dit J-F
- Auparavant Isabelle-Marjorie Tremblay

## La Limousine R-Force
La Limousine R-Force était au départ une limousine blanche ordinaire. Ils ont simplement peint leur logo dessus, mais un peu plus tard dans la série, ils l'ont repeint en orangé avec leur nouveau logo, plus sophistiqué. L'intérieur était en cuir bourgogne; mais depuis que l'émission a, en quelque sorte, grandi, ils l'ont refait en gris métallique avec des plus. Il y a également leur chauffeur fidèle depuis le début de la série, Monsieur René Mitchell. Il a été, depuis le début de la 3e saison, remplacé par Olivier. 